# Tyrannochthonius bagus
Tyrannochthonius bagus es una especie de arácnido  del orden Pseudoscorpionida de la familia Chthoniidae.

## Distribución geográfica
Se encuentra en Sumatra (Indonesia).